# 清昌陵
清昌陵（穆麟德轉寫：colgoroko munggan）位於中国河北易縣的清西陵，是清仁宗嘉庆帝的陵墓，在清泰陵西南1公里的太平峪。
建于嘉庆元年（1796年），嘉庆八年（1803年）竣工。内葬仁宗嘉庆皇帝、孝淑睿皇后。昌陵比泰陵，除了没有大红门和具服殿，其他都相同。从南到北依次为神道、平桥、圣德神功牌楼、华表、五孔石拱桥、石望柱、石像生、龙凤门、单路三孔桥、三路三孔桥、神道碑亭、隆恩门、隆恩殿、方城、明楼、宝顶、地宫。圣德神功牌为满文汉文双碑，为道光帝手书。
因為昌陵內的五孔拱桥是歪的，偏东北、西南方。這与神路不平行，形成一个小夹角。神路必须与五孔拱桥相连接，但桥又与龙凤门、石像生、圣德神功碑亭距离很近，不能将神路故意弯曲与桥和谐相接，只能将神路硬性与桥的两端直接相连接，所以造成了神路七拧八歪。